# 대왕고래 (소셜 게임)
대왕고래(러시아어: Синий кит)는 여러 국가에서 보고된 소셜 네트워크 게임으로, 실체가 분명하지 않다. 관리자가 참여자에게 50일 동안 일련의 임무를 부여하며, 마지막 임무는 자살을 행하는 것이라 알려져 있다. 대왕고래라는 이름은 고래 표류현상을 자살에 연관지어 붙인 것이다.
대왕고래 게임은 러시아의 소셜 네트워크인 브콘탁테에서 이른바 죽음의 집단 중 하나인 F57에서 시작되었으며, 첫 사망은 2015년 일어났다고 전해진다. 대학교에서 쫓겨난 심리학과 학생인 필립 부데이킨은, 사회에 가치가 없는 자들을 자살로 청소하기 위해서 자신이 게임을 고안해 냈다고 주장한다.

## 같이 보기
- 기절 놀이
- 사이버 폭력
- 동조 압력